# 13333 Карсенті
13333 Карсенті (13333 Carsenty) — астероїд головного поясу, відкритий 17 вересня 1998 року.
Тіссеранів параметр щодо Юпітера — 3,494.